# NGC 3776
NGC 3776 في الفهرس العام الجديد، هي مجرة، تقع في كوكبة العذراء. اكتشفت في 1886 بواسطة أورموند ستون.

## روابط خارجية
- NGC 3776 على موقع ويكي سكاي: DSS2, SDSS, GALEX, IRAS, Hydrogen α, X-Ray, Astrophoto, Sky Map, Articles and images